# Mearcair Planitia
La Mearcair Planitia è una struttura geologica della superficie di Mercurio.